# علم النفس الدينامي
علم النفس الدينامي هو أحد فروع علم النفس، وهو يقوم على نظرية التحليل النفسي ونظرية الجشطلت، وهو عكس الاتجاه الوظيفي في علم النفس.